# Говоров, Яков Иванович
Яков Иванович Говоров (1779—1828) — русский медик, доктор медицины, автор ряда научных публикаций; статский советник.

## Биография
Яков Говоров родился 12 марта 1779 года. Духовного происхождения, он из студентов Орловской семинарии в 1804 году перешёл в Императорскую Санкт-Петербургскую медико-хирургическую академию (ныне Военно-медицинская академия имени С. М. Кирова) на кафедру И. Ф. Буша, которую в 1807 году окончил лекарем.
Был определён в стрелковый батальон Тверской милиции; в 1808 году получил золотую медаль, после чего был переведен в Санкт-Петербургский военно-сухопутный госпиталь.
В 1809 году после успешной защиты диссертации: «Febrem nervosam epidemicam seu typhum acutum ejusque methodum medendi tum ratione, tum experientia fundatum, exhibens» (Petrop., 1809, 8°) был удостоен степени доктора медицины и назначен в Кексгольмский пехотный полк.
В 1810 году Я. И. Говоров был назначен корреспондентом медицинского совета с поручением подготавливать к печати одобренные советом сочинения и лечить чиновников.
В 1811 году он был назначен старшим врачом в Литовский лейб-гвардии полк. Участвовал в Отечественной войне 1812 года, после смертельного ранения, полученного князем Петром Ивановичем Багратионом в битве при Бородине (в которой полк Говорова потерял три четверти личного состава), находился при полководце до самой его кончины. Оставил первое медицинское описание Отечественной войны и заграничных походов 1813—1814 гг.
В 1815 году Говоров был переведен исполняющим должность доктора 2-й гвардейской дивизии; в 1817 году назначен в Московский лейб-гвардии полк.
В 1820 году он был назначен членом медицинского совета Министерства народного просвещения Российской империи, но оставлен в полку, из которого уволен по болезни в 1824 года.
Яков Иванович Говоров умер 5 февраля 1828 года и был погребен в городе Санкт-Петербурге на кладбище Фарфорового завода.

## Избранная библиография
- Теория и способ лечения нервной повальной горячки, с прибавлением мнения о заразительных болезнях. СПб., 1812, 8°, изд. Медиц. департамента;
- Опыты лечения легочной чахотки смолеными парами;
- Последние дни жизни князя Петра Ивановича Багратиона. СПб., 1815 г. 8°;
- Предметы для военно-врачебной истории кампании 1812—1815 гг. («Всеобщ. Журн. Врач. Науки» 1816, I, 97., То же, «Мед.-ист. опыты». «Русск. Инвал.» 1818 г., № 86, «Сын Отеч.» 1818 г., № 16, и «Благонамеренный» 1818 г., V, и в начале перевода книги Ренольда;
- Галле и Шпурцгейм, «Исследование о нервной системе вообще и мозговой в особенности». Перевод (с немец.) Пузино, поправил, и издал Говоров. СПб., 1816, 8°;
- Краткое начертание Галловой системы или науки о мозговых отправлениях, СПб., 1817 г., 8°;
- Ренольд, «Всеобщая история врачебного искусства и опыт краткого врачебного обозрения кампаний 1812—15 годов». СПб., 1818 г., 8°, пер. с франц.;
- Врачебные наставления для немощных, или руководство к благоразумному поведению себя в болезнях и выбору для пользования оных врача, СПб., 1821 г., 8°;
- Описание Гиперборея, или Письмо северного путешественника к издателю «Благонамеренного». СПб., 1825 г., 8°.